# Сёстры Фёдоровы
Сёстры Фёдоровы — советский женский вокальный ансамбль, исполнительницы русских народных песен.

## История
Вокальный ансамбль был создан в середине 1940 годов уроженками села Старый Борок Псковской области — сёстрами Екатериной (род. 1924), Ниной (род. 1926), Нинелью (род. 1928) и Анастасией (род. 1931) Фёдоровыми. С 1948 года — профессиональный ансамбль.
В 1955 году к квартету присоединилась младшая из сестёр — Галина Ивановна Фёдорова. В 1950-е в народном фольклоре закрепилось шуточное название бутерброда, состоящего из ломтя чёрного хлеба с тремя кильками на нём — «сёстры Фёдоровы».
В 1972 году официальные выступления ансамбля прекратились в связи с эмиграцией Нинели в Швейцарию.
Эмиграция Нинели стала причиной запрета трансляций записей ансамбля в теле- и радиоэфире. Радиофонды страны получили негласное указание об уничтожении всех фонограмм сестёр Фёдоровых. Одновременно с этим был пущен слух о гибели всего состава ансамбля в авиакатастрофе. Имена сестёр были преданы забвению, и их дальнейшие выступления были возможны лишь в сельских клубах Ленинградской области.
22 декабря 2018 года впервые за долгие годы единственная из живых на тот момент сестёр — Анастасия Ивановна — дала интервью программе «Привет, Андрей!». Проживала она в Израиле, в пригороде Тель-Авива. Её сестра Нинель скончалась в 2018 году. 6 апреля 2022 года на 92-м году жизни скончалась и сама Анастасия Ивановна.

## Дискография
- 1949 — «Сёстры Фёдоровы»,  (16780, 16809)
- 1949 — «Сёстры Фёдоровы»,  (17286, 17287)
- 1949 — «Сёстры Фёдоровы»,  (16808, 17297)
- 1949 — «Сёстры Фёдоровы»,  (17297, 17298)
- 1951 — «Сёстры Фёдоровы»,  (19227, 19228)
- 1951 — «Сёстры Фёдоровы»,  (19683, 19684)
- 1951 — «Сёстры Фёдоровы»,  (19722, 19723)
- 1951 — «Сёстры Фёдоровы»,  (20805, 20806)
- 1952 — «Сёстры Фёдоровы»,  (Д—00191, Д—00192)
- 1953 — «Сёстры Фёдоровы»,  (Д—001079, Д—001080)
- 1954 — «Концерт сестёр Фёдоровых»,  (33Д—2020, 33Д—2021)
- 1959 — «Поют сёстры Фёдоровы»,  (Д—005076, Д—005077)
- 1960 — «Сёстры Фёдоровы»,  (33Д—006151, 33Д—006152)
- 1961 — «Сёстры Фёдоровы»,  (37723, 37724)
- 1961 — «Сёстры Фёдоровы»,  (37725, 37726)
- 1961 — «Сёстры Фёдоровы»,  (45Д—00007693, 45Д—0007694)
- 1961 — «Сёстры Фёдоровы»,  (33Д—0008121, 33Д—0008122)
- 1961 — «Сёстры Фёдоровы»,  (33Д—0008353, 33Д—0008354)
- 1961 — «Сёстры Фёдоровы»,  (33Д—0008711, 33Д—0008712)
- 1962 — «Сёстры Фёдоровы»,  (33Д—00010261, 33Д—00010262)
- 1962 — «Сёстры Фёдоровы»,  (33Д—00010395, 33Д—00010396)
- 1962 — «Сёстры Фёдоровы»,  (33Д—00010737, 33Д—00010738)
- 1963 — «Сёстры Фёдоровы»,  (33Д—11369, 33Д—11370)
- 1966 — «Сёстры Фёдоровы», Мелодия, (45265, 45266)
- 1966 — «Сёстры Фёдоровы», Мелодия, (45385, 45386)
- 1966 — «Сёстры Фёдоровы», Мелодия, (33Д—00018037, 33Д—00018038)

## Награды
- 1949 — Международный фестиваль демократической молодёжи и студентов в Будапеште — первая премия[9].